# Prix Napoli
Pour les articles homonymes, voir Prix de la Ville de Naples et Napoli.
Le prix Napoli (en italien, premio Napoli) est un prix littéraire qui récompense des romans italiens, organisé par la Fondazione Premio Napoli. Le prix a été créé en 1954 et est décerné chaque année. La Fondazione a son siège au Palais Royal de Naples.

## Histoire
De 2012 à 2016, le prix a été dénommé « prix Napoli pour la langue et la culture italienne » (en italien, premio Napoli per la cultura e la lingua italiana) et a été décerné à plusieurs livres la première année, puis à des personnalités littéraires pour l'ensemble de leur œuvre.
À partir de 2017, il y a trois sections : « fiction », « essai » et « poésie » et le jury choisit un lauréat pour chacune des sections.

## Présidents
Les personnes suivantes ont été nommées présidents de la Fondazione Premio Napoli :
- Achille Lauro (1954–1955)
- Antonio Limongelli (1955–1957)
- Ernesto Pontieri (1958–1961)
- Giuseppe Tesauro (1961–1962)
- Vincenzo Maria Palmieri (1962–1965)
- Ferdinando Clemente di San Luca (1965–1980)
- Antonio Ghirelli (1980–1990)
- Sergio Zavoli (1991–2002)
- Ermanno Rea (2002–2007)
- Silvio Perrella (2007–2012)
- Gabriele Frasca (2012–2016)
- Domenico Ciruzzi (2016–2021)
- Gaetano Manfredi (2021–2023)
- Maurizio De Giovanni (depuis le 4 avril 2023)

## Lauréats

### Années 1950
- 1954 : ex æquo Vincenzo Cardarelli, Viaggio di un poeta in Russia, (Mondadori) et Dino Buzzati, Il crollo della Baliverna, (Mondadori)
- 1955 : Marino Moretti, Il libro dei sorprendenti vent’anni, (Mondadori)
- 1956 : Enrico Pea, Peccati in piazza, (Sansoni)
- 1959 : ex aequo : Mario Pomilio, Il nuovo corso, (Bompiani) et Domenico Rea, Una vampata di rossore, (Mondadori)

### Années 1960
- 1960 : Giuseppe Marotta (it), Gli alunni del tempo, (Mondadori)
- 1962 : Michele Prisco, La dama di piazza, (Rizzoli)
- 1967 : Gianna Manzini, Allegro con disperazione, (Mondadori)

### Années 1970
- 1970 : Carlo Cassola, Una relazione, (Einaudi)
- 1971 : Michele Prisco, I cieli della sera, (Rizzoli)
- 1972 : Saverio Strati, Noi lazzaroni, (Mondadori)
- 1973 : Luigi Compagnone (it), Città di mare con abitanti, (Rusconi)
- 1974 : Nicola Lisi (it), Parlata dalla finestra di casa, (Vallecchi)
- 1975 : Mario Pomilio, Il quinto Evangelio, (Rusconi)
- 1976 : Piero Chiara, La stanza del vescovo, (Mondadori)
- 1977 : Nino Casiglio (it), Acqua e sale, (Rusconi)
- 1978 : Mario Soldati, La sposa americana, (Mondadori)
- 1979 : Marcello Venturi, Il padrone dell'agricola, (Rizzoli)

### Années 1980
- 1980 : Nerino Rossi, Melanzio, (Marsilio)
- 1981 : Fabrizia Ramondino, Althenopis, (Einaudi)
- 1982 : Gian Antonio Cibotto, Stramalora, (Marsilio)
- 1983 : Michele Anzalone (it), L'umana compagnia, (Città Armoniosa)
- 1984 : Fausto Gianfranceschi (it), Giorgio Vinci psicologo, (Editoriale Nuova)
- 1985 : Elena Gianini Belotti, Il fiore dell’ibisco, (Garzanti)
- 1986 : Raffaele La Capria, L’armonia perduta, (Mondadori)
- 1987 : Raffaele Nigro, I fuochi del Basento, (Camunia)
- 1988 : Sergio Campailla (it), Il paradiso terrestre, (Rusconi)
- 1989 : Carlo Sgorlon, Il caldèras, (Mondadori)

### Années 1990
- 1990 : Sebastiano Vassalli, La chimera, (Einaudi)
- 1991 : Alberto Ongaro, Interno argentino, (Rizzoli)
- 1992 : Luca Doninelli (it), La revoca, (Garzanti)
- 1993 : Giuseppe Fiori (it), Uomini ex, (Einaudi)
- 1994 : Luce d'Eramo, Ultima luna, (Mondadori)
- 1995 : Dacia Maraini, Voci, (Rizzoli)
- 1996 : Ermanno Rea, Mistero napoletano, (Einaudi)
- 1997 : Elisabetta Rasy, Posillipo, (Rizzoli)
- 1998 : Gianni Riotta (it), Il principe delle nuvole, (Rizzoli)
- 1999 : Giuseppe Montesano, Nel corpo di Napoli, (Mondadori)

### Années 2000
- 2000 : Melania Mazzucco, Lei così amata, (Rizzoli)
- 2001 : Domenico Starnone, Via Gemito, (Feltrinelli)
- 2002 : Dido Sacchettoni (it), Non ti alzerai dalla neve, (Aragno)
- 2003 : Antonio Pennacchi, Il fasciocomunista, (Mondadori)
- 2004 : Gian Mario Villalta, Tuo figlio, (Mondadori)
- 2005 : Antonio Debenedetti, E fu settembre, (Rizzoli)
- 2006 : Bruno Arpaia, Il passato davanti a noi, (Guanda)
- 2007 : Francesco Pecoraro, Dove credi di andare, (Mondadori)
- 2008 : Diego De Silva (it), Non avevo capito niente, (Einaudi)
- 2009 : Alessandro Leogrande (it), Uomini e caporali, (Mondadori)

### Années 2010
- 2010 : Sergio De Santis (it), Nostalgia della ruggine (Mondadori) ; Benedetta Tobagi (it), Come mi batte forte il tuo cuore (Einaudi) ; Emanuele Trevi, Il libro della gioia perpetua (Rizzoli). Le prix spécial est attribué à Michele Sovente.
- 2011 : Ruggero Cappuccio (it), Fuoco su Napoli (Feltrinelli) ; Nadia Fusini (it), Di vita si muore (Mondadori) ; Helena Janeczek, Le rondini di Montecassino (Guanda)
- 2012 : Vincenzo Latronico (it), La cospirazione delle colombe, (Bompiani)
- 2013 : Gian Luigi Beccaria, Alti su di me. Maestri e metodi, testi e ricordi (Einaudi) ; Stefano Rodotà, Il diritto di avere diritti (Laterza) ; Fabio Pusterla, Concessione all’inverno (Edizioni Casagrande)
- 2014 : Francesco Tullio Altan, Guido Barbujani, Fabrizio Gifuni, Patrizia Valduga
- 2015 : Roberto Paci Dalò, Bianca Pitzorno, Paolo Poli, Serena Vitale
- 2016 : Carlo Ginzburg

- 2017 : 
  - Fiction : Donatella Di Pietrantonio pour L'arminuta (Einaudi)
  - Poésie : Davide Rondoni (it) pour La natura del bastardo (Mondadori)
  - Essai : Giuseppe Montesano pour Lettori selvaggi (Giunti)

- 2018 : 
  - Fiction : Giorgio Falco (it), Ipotesi di una sconfitta (Einaudi)
  - Poésie : Guido Mazzoni pour La pura superficie (Donzelli)
  - Essai : Francesco Merlo (it) pour Sillabario dei malintesi (Marsilio)

- 2019 [2] : 
  - Fiction : Andrea Pomella (it) pour L'uomo che trema (Einaudi)
  - Poésie : Nanni Cagnone pour Le cose innegabili (Avagliano)
  - Essai : Gian Piero Piretto (it)  pour Quando c’era l'URSS (Raffaello Cortina Editore)

### Années 2020
- 2020 [3] : 
  - Fiction : Igiaba Scego pour La linea del colore (Bompiani)
  - Poésie : Tommaso Giartosio (it) pour Come sarei felice (Einaudi)
  - Essai : Davide Sisto pour Ricordati di me (Bollati Boringhieri)

- 2021 [4] :
  - Fiction : Nicola Lagioia pour La città dei vivi (Einaudi)
  - Poésie : Carmen Gallo pour Le fuggitive (Nino Aragno)
  - Essai : Riccardo Falcinelli (it) pour Figure (Einaudi)

- 2022 [5] : 
  - Fiction : Titti Marrone pour Se solo il mio cuore fosse pietra (Feltrinelli)
  - Poésie : Valerio Magrelli pour Exfanzia (Einaudi)
  - Essai : Enzo Traverso pour Rivoluzione 1789-1989 (Feltrinelli)
- 2023 :
  - Fiction : Silvia Ballestra pour La Sibilla, Vita di Joyce Lussu (Laterza)
  - Poésie :
  - Essai :